# Лейя Исека, Аарон
Аарон Лейя Исека (нидерл. Aaron Leya Iseka; 15 ноября 1997 года, Брюссель, Бельгия) — бельгийский футболист, нападающий болгарского клуба ЦСКА (София).

## Клубная карьера

### Ранние годы
Лейя Исека — воспитанник академии «Андерлехта», в которой он обучался с семи лет. Работавший с ним в академии тренер Мохамед Уби отмечал, что Аарон в десять лет превосходил по игровым качествам всех сверстников, также он был лидером команды, готовым вести остальных за собой. В двенадцать лет он получил серьёзную травму колена, после которой не мог больше обыгрывать соперников за счёт одной лишь скорости. Чтобы компенсировать эту проблему, Лейя Исека стал работать над своими техническими навыками и больше игрового времени проводил с мячом.
В сезоне 2014/15 Лейя Исека демонстрировал высокую результативность в матчах Юношеской лиги УЕФА, где забил девять голов и занял второе место в рейтинге лучших бомбардиров после Доминика Соланке из «Челси».

### Первая команда «Андерлехта»
В 2013 году главный тренер «Андерлехта» Джон ван ден Бром привлекал 15-летнего Аарона к тренировкам с первой командой клуба. В сезоне 2014/15 при сменившем ван ден Брома на посту главного тренера Беснике Хаси Лейя Исека дебютировал в основном составе, заменив Гои Сирьяка на 75-й минуте матча Кубка Бельгии против «КРС Мехелена» 3 декабря 2014 года. 18 января 2015 года он дебютировал в Лиге Жюпиле в матче против «Льерса», выйдя на замену на 84-й минуте вместо Энди Нахара. Всего в чемпионате 2014/15 Аарон появлялся на поле в девяти матчах. Дебютный гол за первую команду «Андерлехта» Лейя Исека забил в своём третьем матче, 21 января 2015 года в 1/4 Кубка Бельгии против клуба «Зюлте-Варегем». Также в сезоне 2014/15 Исека принял участие в двух матчах Лиги Европы УЕФА с московским «Динамо», которые стали для него дебютными в еврокубках.
В марте 2015 года 17-летний Лейя Исека подписал профессиональный контракт с «Андерлехтом» сроком на пять лет. По мнению Хаси, Аарон обладал огромным талантом и должен был в ближайшем будущем стать лидером атаки «Андерлехта». Однако закрепиться в основном составе клуба ему не удалось. В сезоне 2015/16 Лейя Исека сыграл лишь в четырёх матчах, пропустив много времени из-за разрыва крестообразной связки колена.
23 июля 2016 года Лейя Исека был отправлен в аренду в марсельский «Олимпик» до конца сезона 2016/17. Аарон призван был временно заменить в «Олимпике» старшего брата, Миши Батшуайи, который ранее в том же месяце ушёл в лондонский «Челси». Впоследствии Лейя Исека вспоминал, что приехал в Марсель после тяжёлой травмы, из-за которой пропустил девять месяцев и ещё три месяца приводил себя в форму. Закрепиться в составе «Олимпика» у молодого бельгийца не получилось. За полгода он принял участие лишь в девяти матчах и не отметился забитыми голами. Поскольку Аарон не получал достаточно игрового времени в марсельском клубе, по условиям арендного соглашения «Андерлехт» мог его досрочно вернуть и отправить в ещё одну аренду. Но переход в «Мускрон» в январе 2017 года не состоялся, а новый главный тренер «Андерлехта» Рене Вайлер не видел для Лейя Исеки места в составе своей команды. В итоге Аарон продолжил тренироваться с «Олимпиком» и до конца сезона 2016/17 играл за вторую команду в четвёртой лиге Франции.

### «Тулуза»
В июне 2018 года Лейя Исека перешёл во французский клуб «Тулуза», с которым заключил контракт на четыре года.
29 октября 2020 года Лейя Исека был отдан в аренду до конца сезона 2020/21 клубу «Мец». Соглашение предусматривало право последующего выкупа.

### «Барнсли»
2 августа 2021 года подписал контракт с английским клубом «Барнсли».

## Выступления за сборную
Летом 2019 года Аарон был приглашён в сборную для участия в чемпионате Европы среди молодёжных команд, который состоялся в Италии. В первом матче в группе против Польши он отличился голом на 16-й минуте, но его команда уступила со счётом 2:3.

## Семья
Аарон Лейя Исека — младший брат нападающего стамбульского «Галатасарай» и сборной Бельгии Миши Батшуайи. В отличие от брата он носит фамилию матери.

## Статистика
| Выступление      | Выступление      | Выступление      | Чемпионат | Чемпионат | Кубок | Кубок | Кубок лиги | Кубок лиги | Еврокубки | Еврокубки | Прочие | Прочие | Итого | Итого |
| Клуб             | Лига             | Сезон            | Игры      | Голы      | Игры  | Голы  | Игры       | Голы       | Игры      | Голы      | Игры   | Голы   | Игры  | Голы  |
| ---------------- | ---------------- | ---------------- | --------- | --------- | ----- | ----- | ---------- | ---------- | --------- | --------- | ------ | ------ | ----- | ----- |
| Андерлехт        | I                | 2014/15          | 9         | 0         | 4     | 1     | —          | —          | 2         | 0         | —      | —      | 15    | 1     |
| Андерлехт        | I                | 2015/16          | 3         | 0         | 1     | 0     | —          | —          | 0         | 0         | —      | —      | 4     | 0     |
| Андерлехт        | Итого            | Итого            | 12        | 0         | 5     | 1     | —          | —          | 2         | 0         | —      | —      | 19    | 1     |
| Марсель          | I                | 2016/17          | 8         | 0         | 0     | 0     | 1          | 0          | —         | —         | —      | —      | 9     | 0     |
| Зюлте-Варегем    | I                | 2017/18          | 25        | 6         | 1     | 1     | —          | —          | 5         | 2         | 1      | 0      | 32    | 9     |
| Тулуза           | I                | 2018/19          | 28        | 4         | 3     | 2     | 1          | 0          | —         | —         | —      | —      | 32    | 6     |
| Тулуза           | I                | 2019/20          | 22        | 2         | 0     | 0     | 1          | 0          | —         | —         | —      | —      | 23    | 2     |
| Тулуза           | II               | 2020/21          | 2         | 0         | 0     | 0     | 0          | 0          | —         | —         | —      | —      | 2     | 0     |
| Тулуза           | Итого            | Итого            | 52        | 6         | 3     | 2     | 2          | 0          | —         | —         | —      | —      | 57    | 8     |
| Мец              | I                | 2020/21          | 21        | 4         | 3     | 1     | 0          | 0          | —         | —         | —      | —      | 24    | 5     |
| Барнсли          | II               | 2021/22          | 25        | 3         | 1     | 0     | 0          | 0          | —         | —         | —      | —      | 26    | 3     |
| Всего за карьеру | Всего за карьеру | Всего за карьеру | 143       | 19        | 13    | 5     | 3          | 0          | 7         | 2         | 1      | 0      | 167   | 26    |

1. ↑  Лига Европы УЕФА.
2. ↑  Суперкубок Бельгии.